# Kizljar
Kizljar (ryska Кизля́р) är en stad i Dagestan. Staden har 48 102 invånare år 2015.

## Kända personer från Kizljar
- Ali Bagautinov (född 1985), MMA-utövare